# Corts del Regne d'Aragó

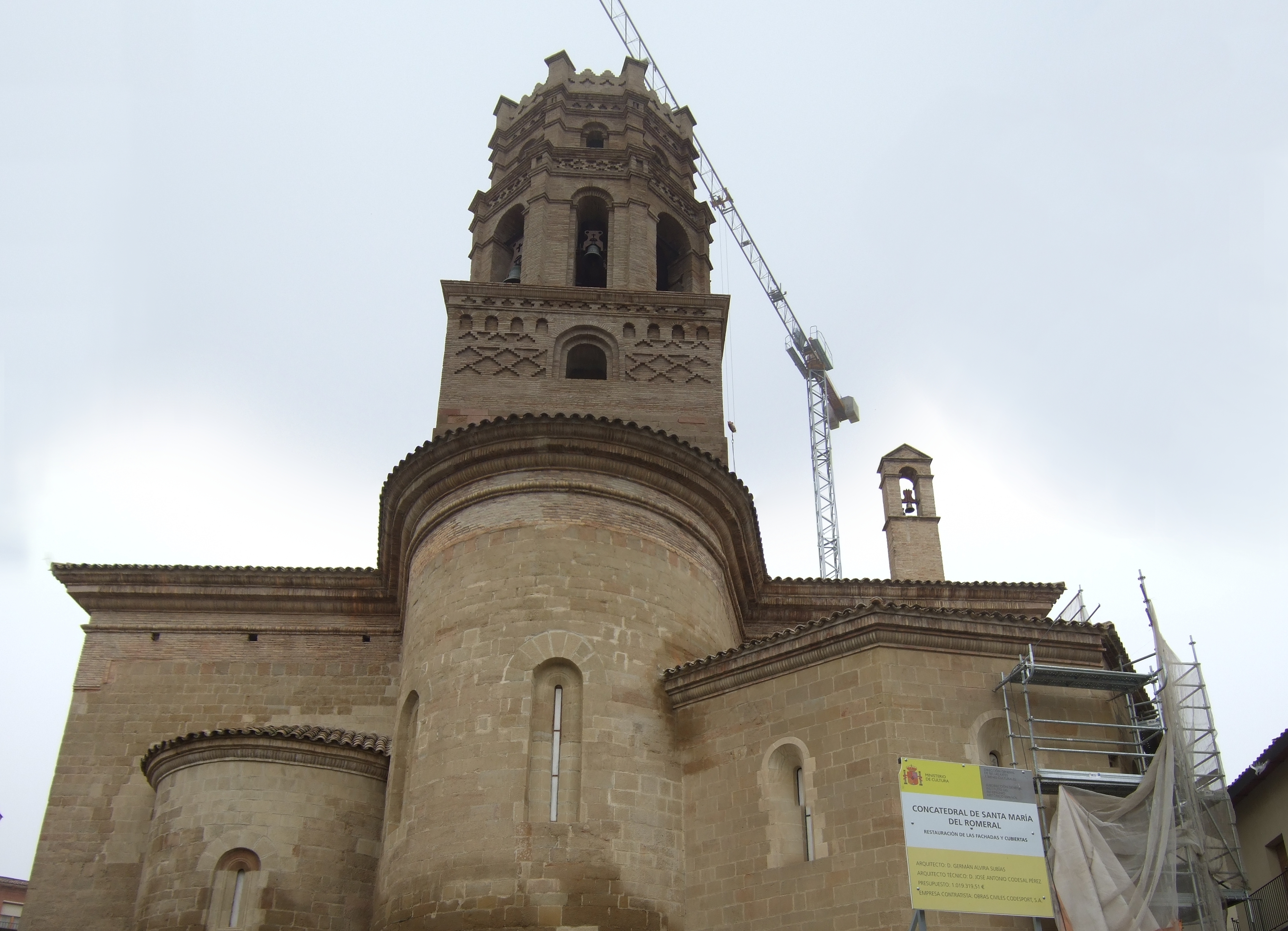
Església de Santa Maria del Romeral de Montsó, on es reuniren les corts en diverses ocasions.

Les Corts d'Aragó durant l'edat mitjana i l'Antic Règim foren la representació estamental del regne d'Aragó, i exercien un important paper en la vida política davant el rei d'Aragó. En comparació amb les altres Corts dels regnes cristians peninsulars, les Corts d'Aragó tenien funcions similars a les de la resta de la Corona d'Aragó (Corts catalanes, Corts Valencianes), i molt més importants que les Corts de Castella. Se sustentaven en una concepció pactista de les relacions entre rei i regne, que pretenia justificar amb els mítics Furs de Sobrarb (Jerónimo de Blancas y Tomás, Juan Francisco Andrés de Uztarroz). De les corts sorgien els furs (lleis per a ser aplicades per la justícia) i els actes de cort (disposicions per a la gestió administrativa i provisió de fons). De vegades les Corts d'Aragó esdevenien Corts Generals de la Corona d'Aragó quan concorrien les diverses corts dels territoris peninsulars de la Corona d'Aragó.
Es componien no per tres braços (com era usual, un per cada estament), sinó per quatre: barons i rics-hòmens (alta noblesa), cavallers i gentilhomes o infançons (baixa noblesa), universitats o consells (les ciutats) i el clergat (que no es convoca fins a 1301). Cada braç es reunia per separat i redactava els seus greuges (queixes) després d'escoltar el discurs d'intencions del rei i la resposta de benvinguda d'un dels bisbes. Els representants havien de ser regnícoles (algun forà va ser admès per ser heretat en el regne, com Guillem de Montcada) i homes (des de 1387, les dones podien ser representades per un home). A més d'atendre els possibles greuges, les Corts tenien la funció primordial d'obtenir recursos per a la monarquia, en principi per finançar les guerres, però amb el temps, també per a altres despeses extraordinàries, com coronacions o matrimonis regis. Així mateix, podran ser tractats els greuges fets a la mateixa reialesa. Finalment, tenien capacitat per legislar, si bé aquesta competència la podia exercir el rei sempre al marge de la convocatòria de Corts, i habitualment van servir per tractar de resoldre conflictes de legislacions (o furs) i privilegis.
La figura predominant en les Corts era el Justícia d'Aragó (instituït en les Corts d'Eixea de 1265), que s'asseia al mig, a les grades del tron reial; prelació protocol·lària que protestava per catalans i valencians quan les corts es reunien conjuntament. Una de les funcions del Justícia era constatar les absències, que si es prolongaven més enllà del termini legal o no justificaven (per alguna dificultat, com la crescuda dels rius o la inseguretat de les bandositats) produïen la declaració de contumàcia, però la seva principal ocupació inicialment va ser jutjar les diferències sorgides entre el rei i els estaments, i amb el temps va arribar a obtenir capacitats d'armar tropes per a la defensa del Regne i els furs.
La Diputació del General del Regne d'Aragó o Generalitat d'Aragó exercia com a institució permanent entre les convocatòries de Corts, de manera similar a les Generalitats dels altres territoris de la Corona d'Aragó.

## Història

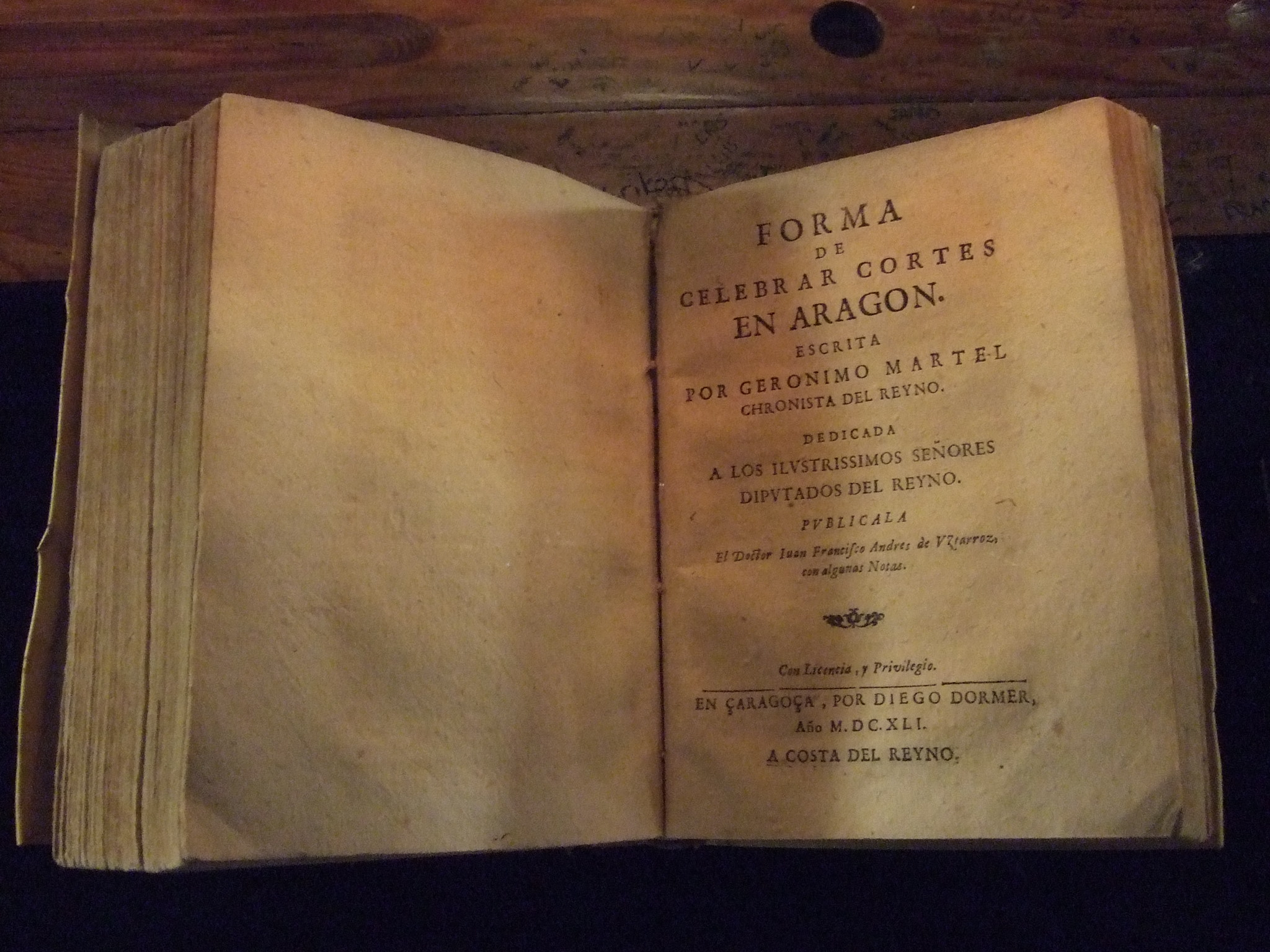
Jerónimo Martel, Forma de celebrar Cortes en Aragón, Saragossa, Diego Dormer, 1641

Hi ha dos corrents historiogràfics entorn de l'arrencada de la institució de les Corts pròpiament dites. José María Lacarra, Jesús Lalinde Abadia o Antonio Ubieto Arteta consideren corts a les assemblees reunides al segle xiii i fins i tot en dates anteriors, mentre que Luis González Antón o Esteban Sarasa Sánchez pensen que només a partir de les corts de 1283, forçades per la Unió d'Aragó per fer valer els seus privilegis nobiliaris, comença aquesta institució, sent les anteriors reunions de la Cúria reial assemblees parcials on fonamentalment el rei buscava consell amb els nobles, però sense el caràcter de parlament estamental que tindria en el futur.
Segons González Antón, fins a la reunió de nobles amb Pere el Gran en 1283, en què s'acorda «fer cort general d'aragonesos» en el context de les reivindicacions que van donar lloc als acords del Privilegi General de la Unió, les assemblees del rei amb la seva cúria de rics-hòmens (l'alta noblesa), de vegades amb participació de representants de ciutats o viles, i sense presència d'estament eclesiàstic, no poden ser considerades, ni a Aragó ni Catalunya, talls en el sentit d'assemblees reglades del rei amb els seus braços (o estaments), que inclourien posteriorment, a Aragó, el de cavallers (noblesa no aristocràtica) i universitats (representació de les ciutats i principals viles de reialenc). És en 1283 quan neixen, pròpiament dites, en el regne d'Aragó, el principat de Catalunya i el regne de València, amb poques setmanes de diferència, les reunions trucades Cort o Cúria que seran conegudes a partir del segle xiv (1316) amb el nom de corts.

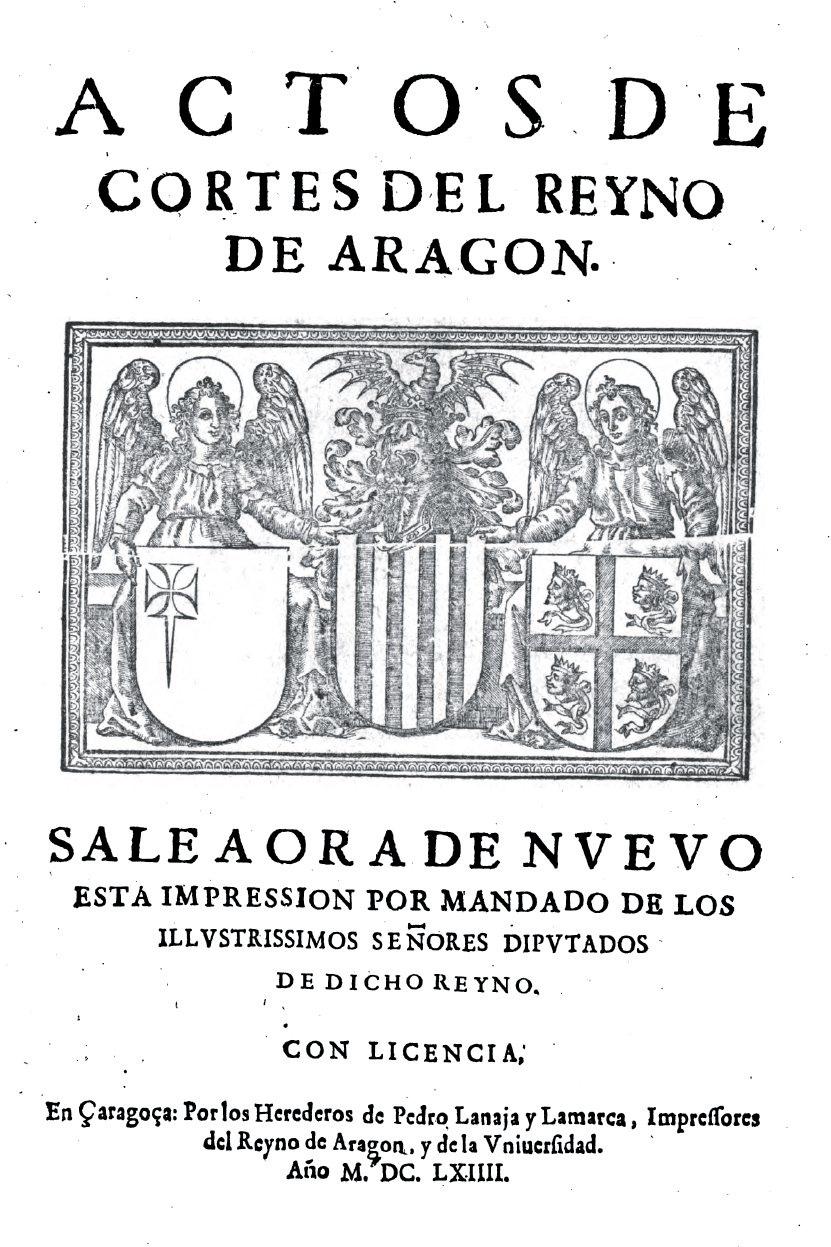
Actos de Cortes del Reino de Aragón, Saragossa, Hereus de Pedro Lanaja, 1664

Abans del divorci de la primera muller de Jaume I d'Aragó no hi ha distinció entre les corts dels aragonesos i dels catalans. Les que tenen lloc a Saragossa o Osca són conjuntes i convoquen a aragonesos i catalans, les celebrades a Barcelona o a Tortosa són exclusives de Catalunya. També són conjuntes les de Montsó i Lleida. Posteriorment Jaume I planeja dividir territorialment les seves possessions en projectar el repartiment entre els seus hereus, i es va valer de les diferents corts per fixar els límits entre Aragó i de Catalunya, sense que això signifiqui la creació de talls nacionals. En general, durant el regnat de Jaume I no hi ha assemblees separades d'aragonesos i catalans. Tot i que en general és més comú que els catalans estiguessin presents a les corts aragoneses que al contrari, no hi ha relació en aquesta època entre representants en corts i territoris, i no apareix de moment la necessitat de guardar un equilibri en aquestes reunions.
Es va decidir que les corts se celebressin anualment des de les corts convocades a instàncies dels ricshomes d'Aragó en les quals s'acorda el Privilegi General de la Unió (Pere III, 1283), des de 1307 bianualment i des de 1311 trianualment, però mai es va dur a la pràctica aquesta periodicitat. Inicialment es va acordar que es reunissin a Saragossa, però la conveniència per als reis de convocar conjuntament les corts aragoneses juntament amb les dels seus altres territoris, va portar a convocar en un punt intermedi: Montsó, que a més tenia l'avantatge que, encara que estava situat a Aragó, era protocol·làriament reivindicat com a català per estar a la dreta del Cinca. Així succeeix, per exemple, en les de 1362-1363, en què Pere IV d'Aragó convoca aragonesos, catalans, valencians i mallorquins per obtenir fons extraordinaris amb què finançar la guerra contra el seu homònim castellà, Pere I de Castella. Hi ha algunes protestes valencianes per haver de sortir del seu regne, qüestió que se salvava reunint-se prèviament cada assemblea en una població propera de la seva jurisdicció (catalans a Tortosa, valencians a Sant Mateu i aragonesos a Vall-de-roures). En dues ocasions (1383 i 1435) fins i tot van ser convocades allà corts mallorquines.
En tot cas, serà en el regnat de Jaume II d'Aragó quan la institució de les corts es consolidi de manera regulada: es fixava una cort cada dos anys (periodicitat que també es va incomplir, ja que en tot cas la convocatòria es considerava una prerrogativa exclusiva del rei), va quedar dividit en dos l'estament nobiliari (ricshomes i cavallers, assentant-se la tradicional divisió en quatre braços de la cort aragonesa), es va incorporar el braç eclesiàstic i es va convocar per primera vegada a les comunitats de llogarets, que agrupaven conjunts de poblacions amb independència de les ciutats a les quals estaven lligades. Amb el temps es van regularitzar a les comunitats de llogarets de Calataiud, Daroca i Terol.
Amb Pere IV es produeix una altra reivindicació dels privilegis de la Unió, però serà sufocada en l'àmbit polític i en el camp de batalla (amb la victòria d'Épila) pel Cerimoniós en 1348. A partir de la dècada de 1360 Pere IV es veurà forçat a convocar corts assíduament per obtenir fons amb què sostenir la guerra amb Pere I de Castella, el que el va portar a crear l'impost de les generalitats, germen de les posteriors Diputacions del General, que es convertirien amb el temps en institucions amb poder polític propi, beneficiades pel seu caràcter permanent.
La perllongada absència d'Alfons el Magnànim, radicat a Nàpols, va perjudicar el normal funcionament d'aquesta institució i va revalorar, en canvi, el paper de les Generalitats, convertides a poc a poc en parlaments amb capacitat decisiva en l'àmbit polític. Així i tot, Alfons V va convocar corts en vuit ocasions. Joan II d'Aragó ho faria sis vegades i Ferran II onze, majorment a Montsó o llocs propers al Regne de Castella i dotades de caràcter general per a tots els estats de la Corona.
Les corts aragoneses van existir fins a 1707, quan Felip V d'Espanya les va suprimir amb els Decrets de Nova Planta. Un nombre determinat de procuradors aragonesos es reunien al costat dels dels altres regnes de la Corona d'Aragó i els de les ciutats amb vot de les Corts de Castella, seguint amb els usos i costums d'aquestes. S'ha proposat interpretar la selecció de les ciutats aragoneses a què es va concedir el dret al vot com una correspondència a un major suport al bàndol borbònic en la Guerra de Successió espanyola. Van ser Saragossa, Tarassona, Calataiud, Borja i Fraga. Per la seva banda, el regne de València només va tenir dos vots: València i Peníscola, mentre que el principat de Catalunya va tenir els de Barcelona, Tarragona, Lleida, Girona, Tortosa i Cervera. En 1773 es va ampliar la representació en corts concedint el vot a la ciutat aragonesa de Terol.
En qualsevol cas, les reunions de corts van ser només dues durant el segle xviii: 1713 i 1789, totes dues a Madrid. Les Corts de Cadis de 1810 es van efectuar amb un criteri completament diferent, propi del parlamentarisme de l'edat contemporània. L'última reunió de corts pròpia de l'Antic Règim es va fer el 1833 per jurar com a princesa d'Astúries a Isabel II d'Espanya.

## Convocatòria
Les corts eren convocades pel rei i en absència d'aquest, com quan hi hagué el Compromís de Casp, ho feien conjuntament per conformitat el regent i el Justícia. L'inici de la celebració de les corts també era potestat del rei, però podia ser feta per delegació reial amb el beneplàcit de les corts. El lloc on s'havien de fer les corts havia de ser poble dins d'Aragó, de jurisdicció reial, i que no baixés de quatre-cents veïns. No obstant això en els primers temps, abans del fur fet en les Corts de Saragossa (1283), hi va haver corts aragoneses fora del regne, com les de Lleida el 1214, en què va ser jurat l'infant Jaume, les de 1218 celebrades a la mateixa ciutat, les d'Arcira de 1272, i les últimes en la ciutat de Lleida de 1275. En les Corts de Saragossa (1283) s'instituí una periodicitat anual, que s'amplià a biennal en les Corts d'Alagó el 1307. Tot i la clara regulació foral sobre la periodicitat de convocar les corts, els monarques anaren posposant aquestes reunions pel que rarament es complia la llei.
Pel braç eclesiàstic l'arquebisbe de Saragossa, el bisbe d'Osca, de Tarassona, de Jaca, d'Albarrasí, de Barbastre, de Terol, del Castellà d'Amposta, comanador d'Alcanyís i de Montalbán, de l'orde de Sant Joan, dels abats de san Juan de la Peña, san Victorian de Veruela, de Roda, de Santa Fe de Piedra de la O, i dels priors de la Nostra Senyora del Pilar, de la Seu de Saragossa, del Sepulcre de Roda, de santa Cristina, i dels cabiscols de les catedrals de Saragossa, de la Nostra Senyora del Pilar, d'Osca, de Tarassona, de Jaca, d'Albarrasí, de Barbastre, de Terol, i de les insignes col·legiates de Calataiud, de Daroca, de Borja, i d'Alcanyís.
Pel braç de la noblesa es diu ordinàriament als senyors de les vuit cases titulars i barons del regne, amb els altres nobles que el rei se servís cridar, car en això no hi havia un nombre constant, ni tampoc en els cavallers gentilhomes que acostumen a ser cridats, perquè era el beneplàcit del rei.
Pel braç de les universitats havien de ser cridades les ciutats de Saragossa, Osca, Tarassona, Jaca, Albarrasí, Barbastre, Calataiud, Terol, Daroca, Borja, Alcanyís, Montalbán, Fraga, Carinyena, Tamarit de Llitera, Ainsa, i les comunitats de Calataiud, Daroca i Terol. A més podien ser cridats els altres pobles que el rei volgués convocar.
Altres persones podien intervenir a corts sense ser convocats formalment: dels cossos i persones eclesiàstiques, i de les ciutats, comunitats i viles, tots els que per costum tenien adquirit dret, essent suficient provar haver estat cridats un cop, i admesos en el seu respectiu braç; i dels nobles, cavallers i gentilhomes, aquells que poguessin provar la seva qualitat i sense altre requisit han de ser admesos, sempre que no haguessin perdut aquella per defectes particulars. També poden concórrer en el braç de cavallers dels ciutadans honrats de Saragossa, en virtut del privilegi reial que tenia la ciutat. Els estrangers podien intervenir en els tres braços: en el de l'església si fos arquebisbe, o comanador major d'algun dels ordes militars: en el dels nobles, cavallers i gentilhomes, els que tenen vassalls en el regne, o algun territori amb jurisdicció civil i criminal. Pel que fa als ordes militars els cavallers de l'orde de Sant Joan, Calatrava, Santiago, Alcántara i Montesa, si eren nobles, s'adscrivien al braç nobiliari, i no pas a l'eclesiàstic; i els altres en el de cavallers i gentilhomes.
Tenien vetada la seva participació, segons es va disposar a les Corts de Montsó (1436), el vicecanceller, el regent de la cancelleria, el regent de la governació, i el seu assessor i agutzils, el batlle general i el seu lloctinent, el mestre racional, procurador fiscal, tresorer, i raó dels seus oficis no podien ser admesos, ni tan sols com procuradors d'altres. Així mateix els nobles, cavallers, hidalgos que professessin com a religiosos (in sacris), hi tenien vetada la participació, fet pel qual hi ha algunes excepcions documentades.
Tots els eclesiàstics, nobles, ciutats, comunitats i viles que tenien vot a corts, podien enviar els seus procuradors. I si els nobles fossin menors d'edat, els seus tutors tenien facultat d'assistir per ells, o fer com a tals procuració a qui en el seu nom intervingués, encara que aquests nobles no tinguessin béns al regne. Però els cavallers i gentilhomes en cap cas poden enviar procurador, havent d'assistir-hi personalment. Per acte de cort, fet en què va celebrar a Alcanyís Alfons el Magnànim en 1436, es disposa i, ordena "que els prelats de les catedrals no puguin nomenar procuradors sinó al seu vicari general, o persona del seu cabiscol, i així mateix els altres prelats els han de nomenar del seu capítol o del seu ordre i professió. També els cabiscols de les esglésies catedrals i col·legiates han de nomenar persones dels seus cossos; excepte el comanador de Montalbán que pot nomenar qualsevol persona eclesiàstica. Però els uns i els altres han de ser regnícoles d'Aragó i domiciliats i beneficiats al regne. Els nobles podien enviar com a procuradors qualsevol persona noble o cavaller, o home de condició, a la seva elecció, de tal forma que no fos clergue ordenat in sacris o frare. Aquests procuradors han de ser naturals del regne, encara que no ho fossin els seus principals, com ser declarat per acte de cort, en les que va celebrar Pere el Cerimoniós a Saragossa en 1382. Els procuradors de les dones nobles que tenien vassalls al regne podien intervenir a corts, sent ells naturals, encara que els seus principals no ho fossin, perquè a Aragó es convoquen les dones a faltar dels seus marits o fills, si porten elles la casa o herència. Els síndics i procuradors de les ciutats, viles i llocs que tenien vot a corts, han de ser veïns i habitadors d'aquestes universitats, i insaculats en els oficis del govern d'elles, i han de portar els poders conforme al fur que va fer a Aragó Jaume II el 1307. També poden els consells d'aquestes universitats encomanar la seva procuració a un altre síndic o procurador d'una altra universitat de les que intervenen en aquelles Corts.
Prohibit estava per acte de cort, fet a les d'Alcanyís en 1436, que els eclesiàstics que assisteixen en el seu nom propi en el braç de l'església no poden ser procuradors d'altres eclesiàstics, ni de cap cabiscol excepte el comanador de Montalbán. Però els nobles podien tenir procuració d'un altre noble i intervenir per ell, tenint en les votacions un sol vot i al temps de les assistències quan volen assistir a fer algun dissentiment com a procurador, ho ha d'advertir al notari perquè ho assenteix així, ja que d'una altra manera l'assistència o el dissentiment seria fet en el seu nom propi.
Si per qualsevol impediment no podia el rei acudir el dia assenyalat per a la celebració de les corts al lloc on les va convocar, es prorrogaven per a un altre dia al mateix dia assignat pel comissari o comissaris que el rei nomenava per fer la prorrogació. En aquesta comissió reial ve inserit un pregó, pel qual es notifica com el rei prorroga les corts per a tal dia, i es fa el pregó: i després es presenta el corredor davant el notari de les corts, fent relació d'haver executat, i deixa en procés la comissió reial. Aquell mateix dia el Justícia d'Aragó passava a les grades del cadafal que ja preparat per a l'acte de la proposició i soli amb el notari de les corts, i sense fer menció de la comissió reial ni del pregó diu: "jo com a jutge de les presents Corts les prorrogo per a tal dia" i és el mateix de la comissió reial, i ja no es torna a fer de la prorrogació cap pregó. I el mateix que s'ha fet de la prorrogació d'un dia per l'altre es fa quan el Rei les prorroga d'un lloc a l'altre.
Quan les Corts generals que comprenen tots els regnes de la Corona d'Aragó, arribat el dia assenyalat, el comissari o comissaris reials per fer la prorrogació, van junts amb el protonotari a les grades del referit cadafal, i present el Justícia d'Aragó i el notari de les corts, donen fe de la seva comissió, i s'insereix en el procés, i en virtut d'ella mana fer un pregó en nom del rei pel lloc, notificant que per a tal hora estiguin al lloc on s'ha de publicar la prorrogació per sentir-la. Fet això, el corredor es presenta davant el protonotari del rei i notari de les corts, i es fa relació d'haver executat, la qual cosa s'assenta en el procés. Arribada l'hora, torna el comissari amb el protonotari a les grades del cadafal, i present el Justícia d'Aragó i el notari de les corts, i els convocats que hi havien acudit, diu: "El Rei prorroga les corts per tal dia, de la qual cosa s'aixeca acte". Després es mana pregonar la prorrogació feta, i el corredor torna a fer relació al dit protonotari i notari d'haver executat el pregó, la qual continua en el procés.
La prorrogació de les Corts en una o moltes vegades no pot passar el terme de quaranta dies des del dia assenyalat primer en endavant, i passat aquest terme, si no s'haguessin obert les Corts, es donaven aquestes per llicenciades, segons està disposat per acte de les Corts de Terol de 1427, en què es diu que les prorrogacions es poden fer en una o més vegades com el rei ordeni, i si passat aquest temps volgués celebrar Corts, cal que torni a convocar amb noves provisions.

## Obertura de corts
Quan el rei ha arribat al dia assenyalat, al lloc assenyalat per a fer les corts, les persones que han acudit passen a palau per acompanyar al lloc on s'ha de fer la proposició. Arribats, doncs, tots a cadafal, que per a aquest acte està preparat i adornat decorosament, el rei s'asseia després a la seva cadira sota del dosser, i tenint un estoc nu a la mà dreta, que es posava entre les cames, i prenia en el seu lloc el ceptre reial, encara que això últim caigué en desús. Llavors el justícia d'Aragó, el vicecanceller, els del consell suprem de la corona i altres ministres reials, i els vocals de les corts, passaven després als seus seients en la forma següent: El rei sota del dosser en la testera, a la mà dreta el protonotari dempeus, a l'esquerra el notari de les corts, també dempeus. A les grades del cadafal s'asseien els regents del consell general de la corona, el vicecanceller, el Justícia d'Aragó, el tresorer general, i els regents del consell del regne, els doctors de la reial audiència, el regent de la cancelleria, l'assessor i altres oficials reials. La distinció de seure dels oficials reials ja va deixar d'usar-se en les corts de 1585, i molt menys en les de 1592, es van col·locar a una part i l'altra del cadafal on estan el protonotari de les corts. Sota de les grades en bancs a banda i banda estan asseguts els quatre braços: en els de la dreta els prelats, els cabiscols i altres d'aquest braç, en els de l'esquerra els nobles, els cavallers i gentilhomes que formen dos braços, i tancant l'estrada de cara al tron els diputats de les universitats per l'ordre que tenen ja establert.

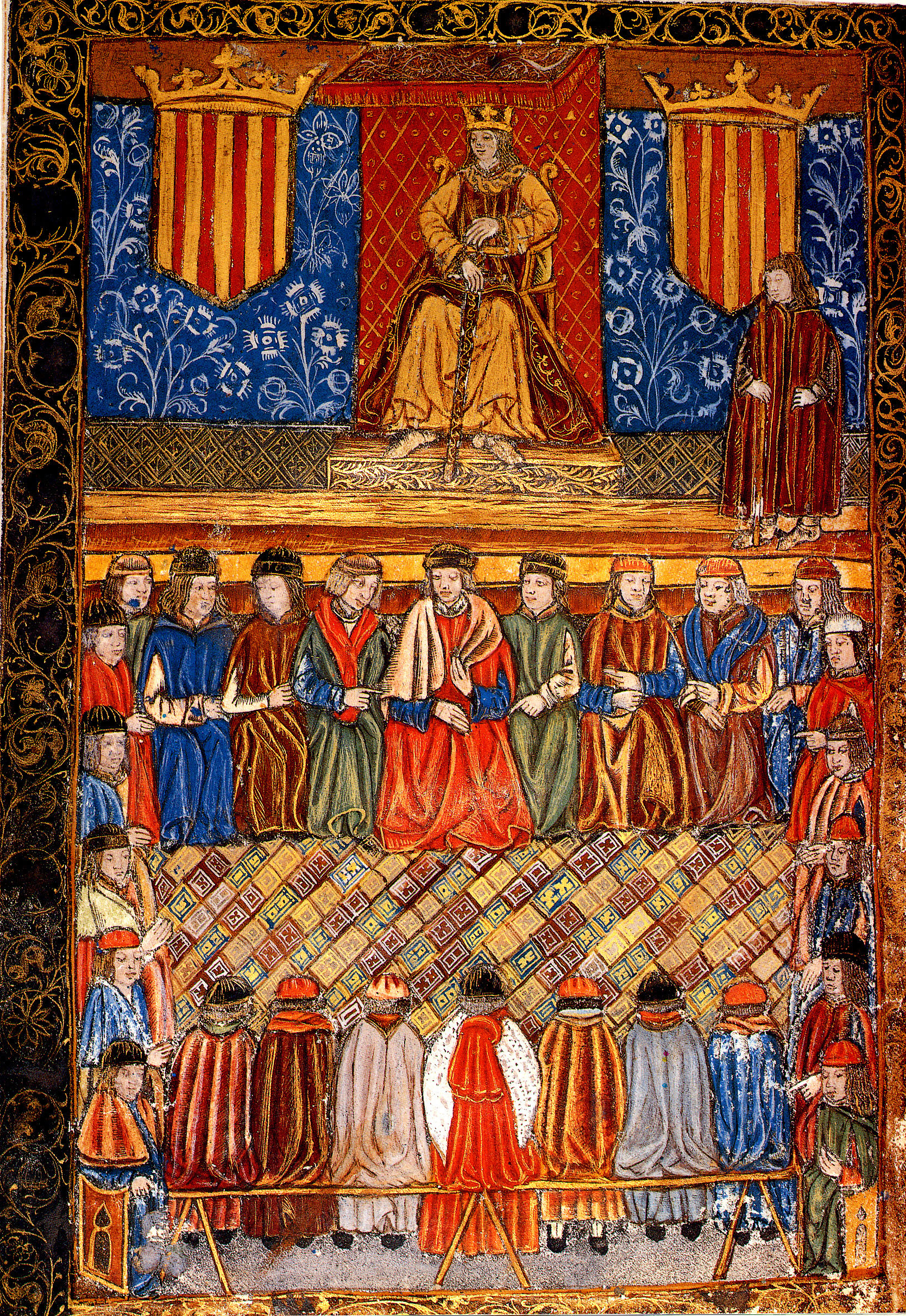
Il·lustració de finals de representant a Jaume I, el Conqueridor, o Ferran el Catòlic presidint les Corts Catalanes, amb el notari de corts a la seva esquerra i els representants dels quatre braços formats en un rectangle. Frontispici d'una edició incunable de 1495 de les Constitucions catalanes (miniatura anònima, Arxiu de la Corona d'Aragó).

Quatre uixers que el rei té en la seva companyia i als seus ordres amb les seves maces d'armes, tenen cura d'arreglar els seients, i de fer guardar ordre en el cerimonial, i els porters i sotaporters estan sota de les seves ordres.
Estant el rei i els altres asseguts, com s'ha dit ja, el protonotari descobert i posat en peu sobre la més alta graderia llegeix la pro posició, la qual sempre conté les causes que han mogut al rei a la convocació de corts, i altres coses particulars que li sembla demanar als seus vassalls, segons l'oportunitat del temps, i segons el que demanen les necessitats que al rei i al regne s'ofereixen.
Acabada la proposició s'aixeca l'arquebisbe de Saragossa, i posat en peu al costat a les grades del cadafal, dona la resposta en nom de tots els braços de paraula, i més llargament per escrit, encara que antigament solia respondre un vocal de cada braç. Quan són Corts generals de tota la corona, s'aixequen els primers tres prelats que allí es troben de cada província, col·locant al mig el d'Aragó, a la dreta el de Catalunya, i a l'esquerra el de València.
Després d'haver donat la resposta a la proposició, assegut el rei i els convocats, el fiscal acusa la contumàcia als absents, i el Justícia d'Aragó concedeix la primera gràcia per quatre dies. Esgotats aquests torna el rei al mateix i seient, i atorgava la segona gràcia per quatre; i així mateix tornava un tercer cop i donava l'última gràcia per quatre dies, guardant en això l'acte de les Corts de Terol de 1427. Acabats els dies de gràcia, i estant assegut el rei com queda dit dalt, després s'aixeca procurador fiscal, i diu: "que com els aragonesos hagin estat cridats a corts, i esperat tres cops de gràcia per dotze dies, suplica al rei i demana al Justícia d'Aragó, jutge en aquelles Corts, pronunciï i declari que els absents i que no han comparegut siguin reputats contumaces, i que en absència d'ells s'ha de passar endavant i declarar, que els actes que en aquelles Corts es van fer comprenguin a tots els del regne: i el Justícia d'Aragó, que està ja en peu, declara la contumàcia com pel fiscal ha estat demanada. Però es reserva a voluntat del rei i de les Corts l'admissió dels que de nou vinguessin a elles, i s'assenyala als presents 6 dies per mostrar els seus poders, i després diu: que de manament del rei prorroga, si vol continuar aquestes corts, per a l'endemà, si no fos firat, i si ho és per a l'altre immediat.
A les Corts generals s'acusa la contumàcia. Després de llegida la proposició del rei, i dona la resposta, diu el protonotari: "el rei acusa la contumàcia als cridats a aquestes Corts, i concedeix de gràcia quatre dies, i dins d'ells mana mostrin els poders, i també prorroga, si vol continuar aquestes corts, per a l'endemà. "I després d'haver dit això, mai més es tracta de contumàcia, ni es reputa a ningú per contumaç, sinó que el que vingui a les Corts en qualsevol temps que fos, tenint qualitat per a intervenir-hi, és admès. No es poden reputar per contumaços sinó aquells que han estat cridats pel rei a Corts, perquè els altres, tenint les qualitats necessàries per a intervenir en corts, en qualsevol temps que vinguin han de ser admesos.

## Segon dia
L'endemà de la proposició del rei aquest es queda al palau i era el Justícia d'Aragó i la resta d'assistents que anaven al lloc assenyalat. El Justícia anava amb els seus macers i davant del lloc on s'havia fet la proposició en arribar a les grades deixaven les maces i sobre el cadafal, per sota del seient del rei, es posava una banqueta on s'asseia cada dia mentre duraven les corts.
Un cop tots els assistents asseguts per raó del seu ordre i precedència els estaments, cadascun dels braços escollien els seus notaris, un per cada braç, que juraven el càrrec. Després del nomenament de notaris seguia el d'habilitadors, dos per a cada braç, excepte en de cavallers i hidalgos que eren quatre. L'ofici d'aquests habilitadors és reconèixer els assistents per a cadascun dels braços, és a dir verificar que els que han arribat a corts presenten les credencials de poder assistir-hi, essent tasca més fàcil en els braços eclesiàstic, nobiliari i de les universitats, per ser càrrecs públics i notoris, resultava més complicat en el de cavallers i hidalgos, que s'havia de verificar tot sovint mitjançant testimoniatges. Entre els nobles la majoria d'edat s'assolia als catorze anys edat en la qual podien intervenir, votar a corts i nomenar procurador, mentre que entre els cavallers i hidalgos no podien tenir-hi vot fins als vint-i-un anys, tot i que els majors de catorze hi podien assistir d'acord amb el fur aprovat a les Corts de Tarassona (1592).
Habilitats els braços i exclosos aquells sobre els que hi havia dubte, es nomenaven els promovedors. En el braç eclesiàstic era sempre l'arquebisbe de Saragossa, i en absència seva el bisbe que el seguia i que prenia la presidència de les corts. En el dels nobles es nomenava un promovedor i dos en el dels cavallers i hidalgos. Pel braç de les universitats prenia el càrrec de promovedor el jurat de Saragossa i en absència seva el síndic d'aquella ciutat que hi hagués. L'ofici dels promovedors era proposar tots els afers a tractar en el braç i manar al notari que n'aixequés acta. Aquest càrrec en el de cavallers i hidalgos durava una setmana i a la seva fi proposaven els seus successors. Un cop nomenats els promovedors es fixen els dies per a les sessions amb dues hores al matí i dues a la tarda, i que s'assenyalin el nombre de persones que han de formar cada braç i si bé el nombre no era constant, era habitual que a més dels proveïdors, dels eclesiàstics que componguessin el braç, dels nobles dotze, dels cavallers i hidalgos vint-i-quatre; i de les universitats vuit.

## Clausura de les corts
L'abandó del terme on s'havien convocat les corts per part dels assistents sense permís reial era motiu per quedar exclòs de les deliberacions d'aquelles corts. Així mateix l'abandó del rei sense l'aprovació de les corts era motiu suficient per a dissoldre la reunió. Però usualment el rei sol·licitava una pròrroga o una exempció per un temps limitat per a resoldre afers particulars, normalment uns pocs dies. Tot i això el curs normal era deixar transcórrer les sessions de les corts fins a resoldre els greuges, i l'adopció de nous furs i actes de corts. Llegits i publicats els furs i actes de corts que s'atorgaven, seguia el jurament que feien el rei i altres ministres. I a tal efecte es posava a mà esquerra de la cadira del rei, un setial, en el qual amb un missal obert, i sobre ell un crucifix d'or. Després aixequés el rei i passa al setial, i el Justícia d'Aragó s'havia de posar a l'altra banda: i tots dos agenollats, i allí a suplicació de les corts, se servia de jurar que guardaria per si i els seus successors els furs i actes de corts. Després van jurant els altres oficials reials, tots pel seu ordre, que és com se segueix: el vicecanceller, el regent de la cancelleria, la governació del regne i els seus agutzils, el regent de l'ofici de la governació i el seu assessor.
Després d'haver jurat el rei i els seus oficials, juraven pels braços dos individus de cada un, diputats per a aquest acte, i el darrer era el Justícia que jurava en mans del rei. Aquests juraments dels oficials reials i dels braços s'han fet en diverses mans, unes vegades en les del rei, i altres en el del Justícia d'Aragó. Emperò en les corts de 1563 i 1585 tots van jurar en poder del rei.
Fets els referits juraments, que són la fi de totes les formalitats, el rei llicenciava les corts; donava a tots els assistents, en general i en particular, llicència perquè tornessin a casa, perquè ja estava tot conclòs, dient-los de paraula: aneu en pau (Idos en paz), tal com es llegeix en els registres.
El notari de les corts havia de treure còpia del procés què actua en elles, i lliurar als diputats del regne dins el temps que se li assenyala en l'acte de cort que acostuma a fer sobre això, perquè quedés constància a l'Arxiu del Regne d'Aragó, per si en el del protonotari o notari de les corts succeís alguna desgràcia. Així s'ha executat sempre des de les corts de Saragossa (1442).

## Llista de corts

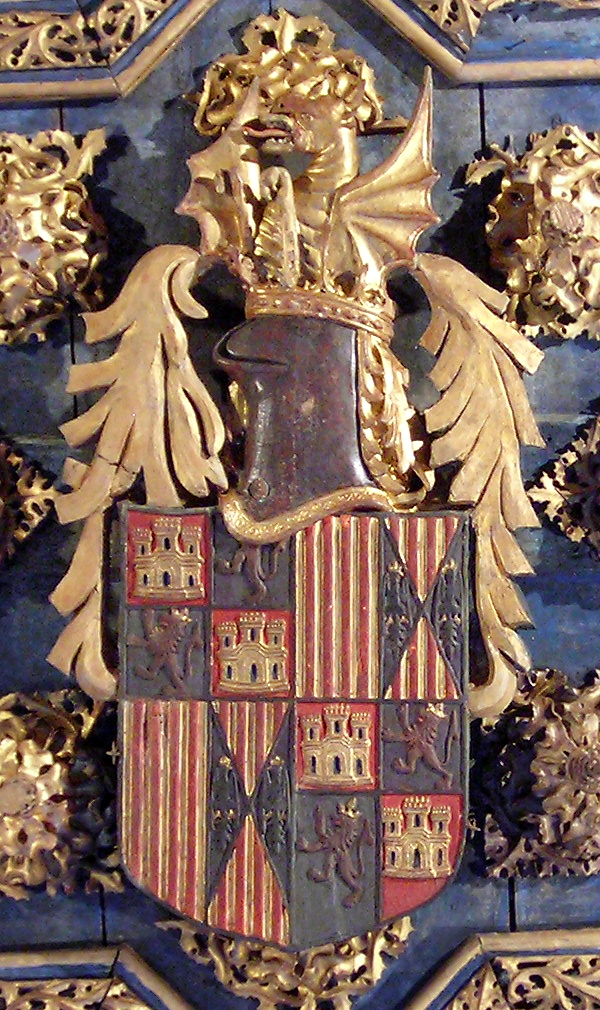
Blasó de Ferran II d'Aragó al Palau de l'Aljaferia

| Rei                   | Data | Lloc               |
| --------------------- | ---- | ------------------ |
| Alfons II d'Aragó     | 1164 | Saragossa          |
| Alfons II d'Aragó     | 1196 | Daroca             |
| Jaume I d'Aragó       | 1221 | Osca               |
| Jaume I d'Aragó       | 1227 | Almudébar          |
| Jaume I d'Aragó       | 1228 | Daroca             |
| Jaume I d'Aragó       | 1233 | Saragossa          |
| Jaume I d'Aragó       | 1236 | Montsó             |
| Jaume I d'Aragó       | 1247 | Osca               |
| Jaume I d'Aragó       | 1250 | Alcanyís           |
| Jaume I d'Aragó       | 1264 | Saragossa          |
| Jaume I d'Aragó       | 1265 | Eixea              |
| Pere III d'Aragó      | 1283 | Saragossa          |
| Pere III d'Aragó      | 1285 | Osca i Zuera       |
| Alfons III d'Aragó    | 1286 | Saragossa          |
| Alfons III d'Aragó    | 1289 | Montsó             |
| Jaume II d'Aragó      | 1293 | Saragossa          |
| Jaume II d'Aragó      | 1300 | Saragossa          |
| Jaume II d'Aragó      | 1304 | Saragossa          |
| Jaume II d'Aragó      | 1307 | Alagó              |
| Jaume II d'Aragó      | 1311 | Daroca             |
| Jaume II d'Aragó      | 1314 | Osca               |
| Jaume II d'Aragó      | 1316 | Saragossa          |
| Jaume II d'Aragó      | 1320 | Saragossa          |
| Jaume II d'Aragó      | 1325 | Saragossa          |
| Pere IV d'Aragó       | 1348 | Saragossa          |
| Pere IV d'Aragó       | 1352 | Saragossa          |
| Pere IV d'Aragó       | 1363 | Montsó             |
| Pere IV d'Aragó       | 1363 | Calataiud          |
| Pere IV d'Aragó       | 1364 | Saragossa          |
| Pere IV d'Aragó       | 1375 | Tamarit de Llitera |
| Pere IV d'Aragó       | 1381 | Saragossa          |
| Joan I d'Aragó        | 1390 | Montsó             |
| Martí I d'Aragó       | 1398 | Saragossa          |
| Martí I d'Aragó       | 1404 | Maella             |
| -                     | 1412 | Compromís de Casp  |
| Ferran I d'Aragó      | 1414 | Saragossa          |
| Alfons V d'Aragó      | 1423 | Maella             |
| Alfons V d'Aragó      | 1436 | Alcanyís           |
| Alfons V d'Aragó      | 1441 | Alcanyís           |
| Alfons V d'Aragó      | 1442 | Alcanyís           |
| Alfons V d'Aragó      | 1446 | Alcanyís           |
| Alfons V d'Aragó      | 1447 | Saragossa          |
| Alfons V d'Aragó      | 1451 | Calataiud          |
| Ferran II d'Aragó     | 1493 | Saragossa          |
| Ferran II d'Aragó     | 1495 | Tarragona          |
| Ferran II d'Aragó     | 1510 | Montsó             |
| Ferran II d'Aragó     | 1515 | Calataiud          |
| Carles I de Castella  | 1519 | Saragossa          |
| Carles I de Castella  | 1523 | Montsó             |
| Carles I de Castella  | 1528 | Montsó             |
| Carles I de Castella  | 1533 | Montsó             |
| Carles I de Castella  | 1537 | Montsó             |
| Carles I de Castella  | 1542 | Montsó             |
| Carles I de Castella  | 1553 | Montsó             |
| Felip II de Castella  | 1564 | Montsó             |
| Felip II de Castella  | 1592 | Tarassona          |
| Felip IV de Castella  | 1626 | Barbastre          |
| Felip IV de Castella  | 1646 | Saragossa          |
| Carles II de Castella | 1677 | Calataiud          |
| Carles II de Castella | 1686 | Saragossa          |
| Carles III d'Aragó    | 1701 | Barcelona          |
| Carles III d'Aragó    | 1702 | Saragossa          |
| Carles III d'Aragó    | 1706 | Barcelona          |